# Annukka Mallat
Annukka Mallat (* 19. Mai 1974 in Lahti) ist eine frühere finnische Biathletin.
Annukka Mallat lebt in Lahti und trainiert in Tampere. Die Sportlehrerin begann 1985 mit dem Biathlonsport. Sie nahm 1993 in Kontiolahti an ihren ersten Rennen im Weltcup teil. Im Einzel wurde sie 38. sowie 35. im Sprint. Es dauerte zwei Jahre, bis sie in Lahti erneut im Weltcup zum Einsatz kam und als 24. des Einzels erste Weltcuppunkte gewann. Zum Auftakt der Saison 1995/96 verpasste sie bei einem Einzel in Östersund als Elfte knapp eine erste Top-Ten-Platzierung. Das erreichte sie im weiteren Verlauf der Saison als Neunte eines Einzels in Osrblie. Nur wenig später nahm sie in Ruhpolding auch erstmals an Weltmeisterschaften teil. Im Einzel lief sie auf den 49. Platz, wurde 25. des Sprints und mit Sanna-Leena Perunka, Mari Lampinen und Eija Salonen als Schlussläuferin der Staffel Achte. Ein Jahr später wurde die Finnin in Osrblie 25. des Einzels, 15. im Sprint, 18. der Verfolgung und mit Katja Holanti, Lampinen und Tiina Mikkola Staffel-Zehnte. Kurz nach der WM kam Mallat bei den vorolympischen Wettbewerben in Nozawa Onsen als Fünfte eines Einzels zu ihrem besten Weltcup-Einzelresultat.
In der Olympiasaison war die Finnin nicht auf höchster Ebene aktiv. Wichtigstes Ereignis der Saison wurden die Biathlon-Europameisterschaften 1996 in Minsk, bei denen sie mit Satu Pöntiö und Anna-Liisa Rasi im Staffelrennen die Bronzemedaille gewann. 1999 setzte sie ihre Karriere im Weltcup fort. Erstes Großereignis auf höchster Ebene nach dem schwächeren Jahr 1998 wurden die Weltmeisterschaften 1999 in Kontiolahti, bei denen sie mit Holanti, Outi Kettunen und Salonen den sechsten Platz erreichte. Im aufgrund schlechter Wetterbedingungen an den Holmenkollen in Oslo verlegten Einzel wurde Mallat 21. Zwischen den beiden WM-Einsätzen wurde sie mit in Lake Placid Dritte eines Staffelrennens und erreichte damit ihre einzige Podiumsplatzierung im Weltcup. Zum letzten Mal nahm die Finnin 2000 in Oslo an einer Weltmeisterschaft teil. Mit Platz 36 im Einzel, 28 im Sprint und 22 in der Verfolgung schaffte sie nochmals gute, wenn auch nicht herausragende Ergebnisse. Letztes Rennen wurde ein Weltcup in ihrem Heimatort Lahti, bei dem sie 63. des Einzels wurde.

## Bilanz im Biathlon-Weltcup
Die Tabelle zeigt alle Platzierungen (je nach Austragungsjahr einschließlich Olympische Spiele und Weltmeisterschaften).
- 1.–3. Platz: Anzahl der Podiumsplatzierungen
- Top 10: Anzahl der Platzierungen unter den ersten zehn (einschließlich Podium)
- Punkteränge: Anzahl der Platzierungen innerhalb der Punkteränge (einschließlich Podium und Top 10)
- Starts: Anzahl gelaufener Rennen in der jeweiligen Disziplin

| Platzierung | Einzel | Sprint | Verfolgung | Massenstart | Team | Staffel | Gesamt |
| ----------- | ------ | ------ | ---------- | ----------- | ---- | ------- | ------ |
| 1. Platz    |        |        |            |             |      |         |        |
| 2. Platz    |        |        |            |             |      |         |        |
| 3. Platz    |        |        |            |             |      | 1       | 1      |
| Top 10      | 3      |        | 1          |             |      | 13      | 17     |
| Punkteränge | 9      | 8      | 7          | 1           |      | 13      | 38     |
| Starts      | 18     | 27     | 12         | 1           |      | 13      | 71     |